# Angraecum cadetii
Angraecum cadetii es una orquídea epífita originaria de Mauricio y Reunión.

## Descripción
Es una orquídea de tamaño pequeño o mediano, que prefiere el clima cálido y tiene un crecimiento de epífita con un tallo envuelto completamente por vainas de las hojas y de soporte de carga, en 2 filas y flexibles, ligeramente doblado por encima de la nervadura central, la hojas de color verde oscuro por encima, más pálido por debajo, hojas liguladas. Florece a finales del invierno y principios de primavera en una inflorescencia axilar de 5 a 15 cm de largo, con 2-5 flores de color pálido blanco que se convierte en verde con la edad.

## Distribución y hábitat
Se encuentra en Isla Mauricio y las Islas Reunión, en los bosques húmedos del interior a una altitud de 300 a 1000 metros. 

## Ecología
Es la única flor conocida que es polinizada por un grillo, específicamente por una especie de Gryllacrididae: Glomeremus orchidophilus.

## Taxonomía
Angraecum cadetii fue descrita por Jean Marie Bosser y publicado en Bulletin du Muséum National d'Histoire Naturelle, Section B, Adansonia. Botanique Phytochimie 9: 252. 1988.
Etimología
Angraecum: nombre genérico que se refiere en Malayo a su apariencia similar a las Vanda.
cadetii: epíteto otorgado en honor del botánico Thérésien Cadet. 